# NHL Entry Draft 2007
Der NHL Entry Draft 2007 fand vom 22. bis 23. Juni 2007 in der Nationwide Arena in Columbus, Ohio statt. Die erste Runde der Drafts wurde am Freitagabend des 22. Juni abgehalten, die Runden zwei bis sieben folgten dann am Samstag.

## Draftreihenfolge

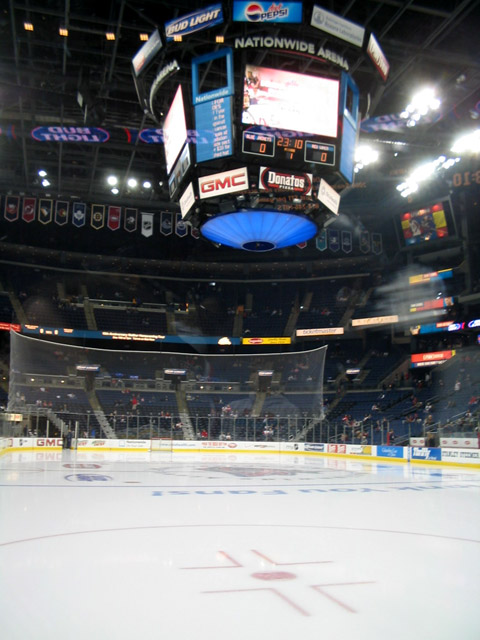
Die Nationwide Arena in Columbus, Austragungsort des NHL Entry Draft 2007

Die Draftreihenfolge für die Positionen 1 bis 14 wurde am 10. April 2007 durch die Draft-Lotterie bestimmt. Die 14 Teams, die sich nicht für die Playoffs qualifizieren konnten, nehmen an dieser gewichteten Lotterie teil und werden in umgekehrter Reihenfolge der Tabelle der Regulären Saison gesetzt. Dabei lag das schlechteste Team der abgelaufenen Saison (Philadelphia Flyers) auf dem ersten Platz und hatte eine Chance von 25 % die Lotterie zu gewinnen und das beste der 14 nicht für die Playoffs qualifizierten Teams (Colorado Avalanche) lag auf dem 14. Platz und hatte eine Chance von 0,5 %. Der Gewinner der Lotterie rückt um vier Plätze in der Draftreihenfolge auf.
Die Chicago Blackhawks gewannen die Lotterie und rückten von ihrem fünften Platz auf die erste Position in der Draftreihenfolge auf.
Die Draftreihenfolge der 16 Playoff-Teilnehmer stand erst nach dem Stanley-Cup-Finale fest. Der Stanley-Cup-Sieger wurde auf Position 30, der Finalgegner auf Position 29 gesetzt. Auf Position 27 und 28 wurden die in den Conference Finals gescheiterten Teams einsortiert. Die restlichen Mannschaften wurden anhand ihres Tabellenstandes in der Regulären Saison gesetzt werden. Dabei gilt, dass die Mannschaft mit den wenigsten erreichten Punkten auf Position 15 steht. Die Draftreihenfolge gilt für alle sieben Runden des Entry Draft. Mannschaften können über Transfers Draftpicks anderer Teams erworben, aber auch eigene an andere Mannschaften abgegeben haben. Die Nashville Predators gaben ihren Erstrunden-Draftpick (Position 23) in einem Transfergeschäft an die Philadelphia Flyers ab, erhielten ihn aber wenige Tage vor dem Draft im Zuge eines weiteren Transfers zurück. Wenige Stunden vor Beginn des Entry Draft kam es noch zu einem die erste Runde betreffenden Transfer. Die San Jose Sharks erhielten einen Erstrunden-Draftpick (Position 13) und einen Zweitrunden-Draftpick sowie einen Viertrunden-Draftpick für den NHL Entry Draft 2009 von den Toronto Maple Leafs für Torhüter Vesa Toskala und Stürmer Mark Bell.

## Draftergebnis
Insgesamt sicherten sich die 30 Franchises die Rechte an 211 Spielern, darunter 102 Kanadier, 63 US-Amerikaner, die mit einem Anteil von knapp 30 Prozent den größten Anteil in der Geschichte des Draft erzielten, 17 Schweden, neun Russen, je vier Finnen und Deutsche, drei Slowaken, zwei Schweizer, sowie ein Däne und zum zweiten Mal in der NHL-Geschichte ein Nigerianer.
In Klammern stehen die Teams, die mittlerweile den jeweiligen Erstrunden-Draftpick in einem Transfergeschäft abgegeben haben.

### Runde 1
| #   | Spieler             | Nationalität | Pos  | NHL Team                                                              | College/Junior/Club Team                            |
| --- | ------------------- | ------------ | ---- | --------------------------------------------------------------------- | --------------------------------------------------- |
| 1.  | Patrick Kane        | USA          | RW   | Chicago Blackhawks                                                    | London Knights (OHL)                                |
| 2.  | James van Riemsdyk  | USA          | LW   | Philadelphia Flyers                                                   | USA Hockey National Team Development Program (NAHL) |
| 3.  | Kyle Turris         | Kanada       | C    | Phoenix Coyotes                                                       | Burnaby Express (BCHL)                              |
| 4.  | Thomas Hickey       | Kanada       | D    | Los Angeles Kings                                                     | Seattle Thunderbirds (WHL)                          |
| 5.  | Karl Alzner         | Kanada       | D    | Washington Capitals                                                   | Calgary Hitmen (WHL)                                |
| 6.  | Sam Gagner          | Kanada       | C/W  | Edmonton Oilers                                                       | London Knights (OHL)                                |
| 7.  | Jakub Voráček       | Tschechien   | RW   | Columbus Blue Jackets                                                 | Halifax Mooseheads (QMJHL)                          |
| 8.  | Zach Hamill         | Kanada       | C    | Boston Bruins                                                         | Everett Silvertips (WHL)                            |
| 9.  | Logan Couture       | Kanada       | C    | San Jose Sharks (von St. Louis Blues)                                 | Ottawa 67’s (OHL)                                   |
| 10. | Keaton Ellerby      | Kanada       | D    | Florida Panthers                                                      | Kamloops Blazers (WHL)                              |
| 11. | Brandon Sutter      | Kanada       | C/RW | Carolina Hurricanes                                                   | Red Deer Rebels (WHL)                               |
| 12. | Ryan McDonagh       | USA          | D    | Montreal Canadiens                                                    | Cretin-Derham (Minnesota High School)               |
| 13. | Lars Eller          | Dänemark     | C/W  | St. Louis Blues (von Toronto Maple Leafs via San Jose Sharks)         | Frölunda HC J20 (J20 SuperElit)                     |
| 14. | Kevin Shattenkirk   | USA          | D    | Colorado Avalanche                                                    | USA Hockey National Team Development Program (NAHL) |
| 15. | Alex Plante         | Kanada       | D    | Edmonton Oilers (von New York Islanders)                              | Calgary Hitmen (WHL)                                |
| 16. | Colton Gillies      | Kanada       | C    | Minnesota Wild (von Tampa Bay Lightning via Anaheim Ducks)            | Saskatoon Blades (WHL)                              |
| 17. | Alexei Tscherepanow | Russland     | RW   | New York Rangers                                                      | HK Awangard Omsk (Superliga)                        |
| 18. | Ian Cole            | USA          | D    | St. Louis Blues (von Calgary Flames)                                  | USA Hockey National Team Development Program (NAHL) |
| 19. | Logan MacMillan     | Kanada       | C    | Anaheim Ducks (von Minnesota Wild)                                    | Halifax Mooseheads (QMJHL)                          |
| 20. | Angelo Esposito     | Kanada       | C    | Pittsburgh Penguins                                                   | Remparts de Québec (QMJHL)                          |
| 21. | Riley Nash          | Kanada       | C    | Edmonton Oilers (von Dallas Stars via Phoenix Coyotes)                | Salmon Arm Silverbacks (BCHL)                       |
| 22. | Max Pacioretty      | USA          | LW   | Montreal Canadiens (von San Jose Sharks)                              | Sioux City Musketeers (USHL)                        |
| 23. | Jonathon Blum       | USA          | D    | Nashville Predators (von Nashville Predators via Philadelphia Flyers) | Vancouver Giants (WHL)                              |
| 24. | Mikael Backlund     | Schweden     | C    | Calgary Flames (von Atlanta Thrashers via St. Louis Blues)            | VIK Västerås HK (HockeyAllsvenskan)                 |
| 25. | Patrick White       | USA          | C    | Vancouver Canucks                                                     | Tri-City Storm (USHL)                               |
| 26. | David Perron        | Kanada       | LW   | St. Louis Blues (von New Jersey Devils via San Jose Sharks)           | Lewiston MAINEiacs (QMJHL)                          |
| 27. | Brendan Smith       | Kanada       | D    | Detroit Red Wings                                                     | St. Michael’s Buzzers (OPJHL)                       |
| 28. | Nick Petrecki       | USA          | D    | San Jose Sharks (von Buffalo Sabres via Washington Capitals)          | Omaha Lancers (USHL)                                |
| 29. | James O’Brien       | USA          | C    | Ottawa Senators                                                       | University of Minnesota (NCAA)                      |
| 30. | Nick Ross           | Kanada       | D    | Phoenix Coyotes (von Anaheim Ducks via Edmonton Oilers)               | Regina Pats (WHL)                                   |

### Runde 2
| #   | Spieler           | Nationalität       | Pos | NHL Team | College/Junior/Club Team                            |
| --- | ----------------- | ------------------ | --- | --- | --------------------------------------------------- |
| 31. | T. J. Brennan     | Vereinigte Staaten | D   | Buffalo Sabres (von Philadelphia Flyers)                                                                       | St. John’s Fog Devils (QMJHL)                       |
| 32. | Brett MacLean     | Kanada             | LW  | Phoenix Coyotes                                                                                                | Oshawa Generals (OHL)                               |
| 33. | Taylor Ellington  | Kanada             | D   | Vancouver Canucks (von Los Angeles Kings)                                                                      | Everett Silvertips (WHL)                            |
| 34. | Josh Godfrey      | Kanada             | D   | Washington Capitals                                                                                            | Sault Ste. Marie Greyhounds (OHL)                   |
| 35. | Tommy Cross       | Vereinigte Staaten | D   | Boston Bruins (von Chicago Blackhawks)                                                                         | Westminster School (US High School)                 |
| 36. | Joel Gistedt      | Schweden           | G   | Phoenix Coyotes (von Edmonton Oilers)                                                                          | Frölunda HC (Elitserien)                            |
| 37. | Stefan Legein     | Kanada             | RW  | Columbus Blue Jackets                                                                                          | Mississauga IceDogs (OHL)                           |
| 38. | Bill Sweatt       | Vereinigte Staaten | LW  | Chicago Blackhawks (von Boston Bruins)                                                                         | Colorado College (WCHA)                             |
| 39. | Simon Hjalmarsson | Schweden           | RW  | St. Louis Blues                                                                                                | Frölunda HC J20 (J20 SuperElit)                     |
| 40. | Michal Řepík      | Tschechien         | RW  | Florida Panthers                                                                                               | Vancouver Giants (WHL)                              |
| 41. | Kevin Marshall    | Kanada             | D   | Philadelphia Flyers (von Carolina Hurricanes via Pittsburgh Penguins, San Jose Sharks und Washington Capitals) | Lewiston MAINEiacs (QMJHL)                          |
| 42. | Eric Tangradi     | Vereinigte Staaten | C   | Anaheim Ducks (von Minnesota Wild; kompensatorisch)                                                            | Belleville Bulls (OHL)                              |
| 43. | P. K. Subban      | Kanada             | D   | Montreal Canadiens                                                                                             | Belleville Bulls (OHL)                              |
| 44. | Aaron Palushaj    | Vereinigte Staaten | RW  | St. Louis Blues (von Toronto Maple Leafs via San Jose Sharks)                                                  | Des Moines Buccaneers (USHL)                        |
| 45. | Colby Cohen       | Vereinigte Staaten | D   | Colorado Avalanche                                                                                             | Lincoln Stars (USHL)                                |
| 46. | Ted Ruth          | Vereinigte Staaten | D   | Washington Capitals (von New York Islanders)                                                                   | USA Hockey National Team Development Program (NAHL) |
| 47. | Dana Tyrell       | Kanada             | C   | Tampa Bay Lightning                                                                                            | Prince George Cougars (WHL)                         |
| 48. | Antoine Lafleur   | Kanada             | G   | New York Rangers                                                                                               | P.E.I. Rocket (QMJHL)                               |
| 49. | Trevor Cann       | Kanada             | G   | Colorado Avalanche (von Calgary Flames)                                                                        | Peterborough Petes (OHL)                            |
| 50. | Nico Sacchetti    | Vereinigte Staaten | C   | Dallas Stars (von Minnesota Wild)                                                                              | Virginia High School (US High School)               |
| 51. | Keven Veilleux    | Kanada             | C   | Pittsburgh Penguins                                                                                            | Victoriaville Tigres (QMJHL)                        |
| 52. | Oscar Möller      | Schweden           | C   | Los Angeles Kings (von Dallas Stars)                                                                           | Chilliwack Bruins (WHL)                             |
| 53. | Will Weber        | Vereinigte Staaten | D   | Columbus Blue Jackets (von San Jose Sharks)                                                                    | Gaylord High School (US High School)                |
| 54. | Jeremy Smith      | Vereinigte Staaten | G   | Nashville Predators                                                                                            | Plymouth Whalers (OHL)                              |
| 55. | T. J. Galiardi    | Kanada             | W   | Colorado Avalanche (von Atlanta Thrashers via Anaheim Ducks)                                                   | Dartmouth College (ECAC)                            |
| 56. | Akim Aliu         | Nigeria            | RW  | Chicago Blackhawks (von Vancouver Canucks)                                                                     | Sudbury Wolves (OHL)                                |
| 57. | Mike Hoeffel      | Vereinigte Staaten | W   | New Jersey Devils                                                                                              | USA Hockey National Team Development Program (NAHL) |
| 58. | Nick Spaling      | Kanada             | C   | Nashville Predators (von Detroit Red Wings via Florida Panthers)                                               | Kitchener Rangers (OHL)                             |
| 59. | Drew Schiestel    | Kanada             | D   | Buffalo Sabres                                                                                                 | Mississauga IceDogs (OHL)                           |
| 60. | Ruslan Baschkirow | Russland           | LW  | Ottawa Senators                                                                                                | Quebec Remparts (QMJHL)                             |
| 61. | Wayne Simmonds    | Kanada             | RW  | Los Angeles Kings (von Anaheim Ducks via Vancouver Canucks)                                                    | Sault Ste. Marie Greyhounds (OHL)                   |

### Runde 3
| #   | Spieler              | Nationalität       | Pos  | NHL Team                                                              | College/Junior/Club Team                            |
| --- | -------------------- | ------------------ | ---- | --------------------------------------------------------------------- | --------------------------------------------------- |
| 62. | Mark Katic           | Kanada             | D    | New York Islanders (von Philadelphia Flyers)                          | Sarnia Sting (OHL)                                  |
| 63. | Maxime Macenauer     | Kanada             | C    | Anaheim Ducks (von Phoenix Coyotes via Boston Bruins)                 | Rouyn-Noranda Huskies (QMJHL)                       |
| 64. | Sergei Korostin      | Russland           | RW   | Dallas Stars (von Los Angeles Kings)                                  | HK Dynamo Moskau (Superliga)                        |
| 65. | Olivier Fortier      | Kanada             | C    | Montréal Canadiens (von Washington Capitals)                          | Rimouski Oceanic (QMJHL)                            |
| 66. | Garrett Klotz        | Kanada             | LW   | Philadelphia Flyers (von Chicago Blackhawks)                          | Saskatoon Blades (WHL)                              |
| 67. | Spencer Machacek     | Kanada             | RW   | Atlanta Thrashers (von Edmonton Oilers via Minnesota Wild)            | Vancouver Giants (WHL)                              |
| 68. | Jake Hansen          | Vereinigte Staaten | W    | Columbus Blue Jackets                                                 | Sioux Falls Stampede (USHL)                         |
| 69. | Maxime Tanguay       | Kanada             | C    | Chicago Blackhawks (von Boston Bruins)                                | Rimouski Oceanic (QMJHL)                            |
| 70. | John Negrin          | Kanada             | D    | Calgary Flames (von St. Louis Blues)                                  | Kootenay Ice (WHL)                                  |
| 71. | Jewgeni Dadonow      | Russland           | RW   | Florida Panthers                                                      | HK Traktor Tscheljabinsk (Superliga)                |
| 72. | Drayson Bowman       | Vereinigte Staaten | C    | Carolina Hurricanes                                                   | Spokane Chiefs (WHL)                                |
| 73. | Yannick Weber        | Schweiz            | D    | Montréal Canadiens                                                    | Kitchener Rangers (OHL)                             |
| 74. | Dale Mitchell        | Kanada             | RW   | Toronto Maple Leafs                                                   | Oshawa Generals (OHL)                               |
| 75. | Luca Cunti           | Schweiz            | C/LW | Tampa Bay Lightning (von Colorado Avalanche via Anaheim Ducks)        | EHC Dübendorf (1. Liga)                             |
| 76. | Jason Gregoire       | Kanada             | LW   | New York Islanders                                                    | Lincoln Stars (USHL)                                |
| 77. | Alexander Killorn    | Kanada             | C    | Tampa Bay Lightning                                                   | Deerfield Academy (US High School)                  |
| 78. | Robert Bortuzzo      | Kanada             | D    | Pittsburgh Penguins (von New York Rangers via Atlanta Thrashers)      | Kitchener Rangers (OHL)                             |
| 79. | Nick Palmieri        | Vereinigte Staaten | RW   | New Jersey Devils (von Calgary Flames)                                | Erie Otters (OHL)                                   |
| 80. | Casey Pierro-Zabotel | Kanada             | C    | Pittsburgh Penguins (von Minnesota Wild)                              | Merritt Centennials (BCHL)                          |
| 81. | Ryan Thang           | Vereinigte Staaten | C    | Nashville Predators (von Pittsburgh Penguins)                         | University of Notre Dame (CCHA)                     |
| 82. | Bryan Cameron        | Kanada             | C    | Los Angeles Kings (von Dallas Stars)                                  | Belleville Bulls (OHL)                              |
| 83. | Timo Pielmeier       | Deutschland        | G    | San Jose Sharks                                                       | Kölner Haie (DEL)                                   |
| 84. | Phil Desimone        | Vereinigte Staaten | C    | Washington Capitals (von Nashville Predators via Philadelphia Flyers) | Sioux City Musketeers (USHL)                        |
| 85. | Brett Sonne          | Kanada             | C    | St. Louis Blues (von Atlanta Thrashers)                               | Calgary Hitmen (WHL)                                |
| 86. | Josh Unice           | Vereinigte Staaten | G    | Chicago Blackhawks (von Vancouver Canucks)                            | USA Hockey National Team Development Program (NAHL) |
| 87. | Corbin McPherson     | Vereinigte Staaten | D    | New Jersey Devils                                                     | Cowichan Valley Capitals (BCHL)                     |
| 88. | Joakim Andersson     | Schweden           | C    | Detroit Red Wings                                                     | Frölunda HC J20 (J20 SuperElit)                     |
| 89. | Corey Tropp          | Vereinigte Staaten | RW   | Buffalo Sabres                                                        | Sioux Falls Stampede (USHL)                         |
| 90. | Louie Caporusso      | Kanada             | C    | Ottawa Senators                                                       | St. Michael’s Buzzers (OPJHL)                       |
| 91. | Tyson Sexsmith       | Kanada             | G    | San Jose Sharks (von Anaheim Ducks via Colorado Avalanche)            | Vancouver Giants (WHL)                              |

### Runde 4
| #    | Spieler               | Nationalität       | Pos | NHL Team                                                                         | College/Junior/Club Team                            |
| ---- | --------------------- | ------------------ | --- | -------------------------------------------------------------------------------- | --------------------------------------------------- |
| 92.  | Justin Vaive          | Vereinigte Staaten | LW  | Anaheim Ducks (von Philadelphia Flyers)                                          | USA Hockey National Team Development Program (NAHL) |
| 93.  | Steven Kampfer        | Vereinigte Staaten | D   | Anaheim Ducks (von Phoenix Coyotes)                                              | University of Michigan (CCHA)                       |
| 94.  | Maxim Majorow         | Russland           | W   | Columbus Blue Jackets (von Los Angeles Kings via Dallas Stars)                   | Neftjanik Leninogorsk (Wysschaja Liga)              |
| 95.  | Alec Martinez         | Vereinigte Staaten | D   | Los Angeles Kings (von Washington Capitals)                                      | Miami University (CCHA)                             |
| 96.  | Cade Fairchild        | Vereinigte Staaten | D   | St. Louis Blues (von Chicago Blackhawks via Carolina Hurricanes)                 | USA Hockey National Team Development Program (NAHL) |
| 97.  | Linus Omark           | Schweden           | W   | Edmonton Oilers                                                                  | Luleå HF (Elitserien)                               |
| 98.  | Sebastian Stefaniszin | Deutschland        | G   | Anaheim Ducks (von Columbus Blue Jackets)                                        | Eisbären Berlin (DEL)                               |
| 99.  | Matt Frattin          | Kanada             | RW  | Toronto Maple Leafs (von Boston Bruins via Phoenix Coyotes)                      | (AJHL)                                              |
| 100. | Travis Erstad         | Vereinigte Staaten | C   | St. Louis Blues                                                                  | Lincoln Stars (USHL)                                |
| 101. | Matt Rust             | Vereinigte Staaten | C   | Florida Panthers (von Florida Panthers via Pittsburgh Penguins)                  | USA Hockey National Team Development Program (NAHL) |
| 102. | Justin McCrae         | Kanada             | C   | Carolina Hurricanes                                                              | Saskatoon Blades (WHL)                              |
| 103. | Vladimír Ružicka      | Tschechien         | C   | Phoenix Coyotes (von Montréal Canadiens)                                         | HC Slavia Prag (1. Liga)                            |
| 104. | Ben Winnett           | Kanada             | LW  | Toronto Maple Leafs                                                              | Salmon Arm Silverbacks (BCHL)                       |
| 105. | Brad Malone           | Kanada             | C   | Colorado Avalanche                                                               | Sioux Falls Stampede (USHL)                         |
| 106. | Maxim Gratschow       | Russland           | LW  | New York Islanders                                                               | Rimouski Oceanic (QMJHL)                            |
| 107. | Mitch Fadden          | Kanada             | C   | Tampa Bay Lightning                                                              | Lethbridge Hurricanes (WHL)                         |
| 108. | Brett Bruneteau       | Vereinigte Staaten | C   | Washington Capitals (von New York Rangers va Anaheim Ducks und New York Rangers) | Omaha Lancers (USHL)                                |
| 109. | Dwight King           | Kanada             | C   | Los Angeles Kings (von Calgary Flames)                                           | Lethbridge Hurricanes (WHL)                         |
| 110. | Justin Falk           | Kanada             | D   | Minnesota Wild                                                                   | Spokane Chiefs (WHL)                                |
| 111. | Luca Caputi           | Kanada             | LW  | Pittsburgh Penguins                                                              | Mississauga IceDogs (OHL)                           |
| 112. | Colton Sceviour       | Kanada             | C   | Dallas Stars                                                                     | Portland Winter Hawks (WHL)                         |
| 113. | Kent Patterson        | Vereinigte Staaten | G   | Colorado Avalanche (von San Jose Sharks)                                         | Cedar Rapids RoughRiders (USHL)                     |
| 114. | Ben Ryan              | Vereinigte Staaten | C   | Nashville Predators                                                              | University of Notre Dame (CCHA)                     |
| 115. | Niclas Lucenius       | Finnland           | C   | Atlanta Thrashers (von Atlanta Thrashers via Vancouver Canucks)                  | Tappara (SM-liiga)                                  |
| 116. | Keith Aulie           | Kanada             | D   | Calgary Flames (von Vancouver Canucks via Buffalo Sabres)                        | Brandon Wheat Kings (WHL)                           |
| 117. | Matthew Halischuk     | Kanada             | RW  | New Jersey Devils                                                                | Kitchener Rangers (OHL)                             |
| 118. | Alex Grant            | Kanada             | D   | Pittsburgh Penguins (von Detroit Red Wings)                                      | Saint John Sea Dogs (QMJHL)                         |
| 119. | Mark Santorelli       | Kanada             | C   | Nashville Predators (von Buffalo Sabres)                                         | Chilliwack Bruins (WHL)                             |
| 120. | Ben Blood             | Vereinigte Staaten | D   | Ottawa Senators                                                                  | Shattuck-Saint Mary’s (US High School)              |
| 121. | Mattias Modig         | Schweden           | G   | Anaheim Ducks                                                                    | Luleå HF (Elitserien)                               |

### Runde 5
| #    | Spieler       | Nationalität       | Pos | NHL Team                                                    | College/Junior/Club Team                   |
| ---- | ------------- | ------------------ | --- | ----------------------------------------------------------- | ------------------------------------------ |
| 122. | Mario Kempe   | Schweden           | RW  | Philadelphia Flyers                                         | St. John’s Fog Devils (QMJHL)              |
| 127. | Milan Kytnár  | Slowakei           | C   | Edmonton Oilers                                             | HC Topoľčany (Extraliga)                   |
| 129. | Jamie Benn    | Kanada             | LW  | Dallas Stars (von Boston Bruins via Columbus Blue Jackets)  | Vancouver Grizzlies (BCHL)                 |
| 130. | Denis Reul    | Deutschland        | D   | Boston Bruins (von St. Louis Blues)                         | Heilbronner Falken (Oberliga)              |
| 132. | Chris Terry   | Kanada             | LW  | Carolina Hurricanes                                         | Plymouth Whalers (OHL)                     |
| 134. | Juraj Mikuš   | Slowakei           | D   | Toronto Maple Leafs                                         | HC Dukla Trenčín (Extraliga)               |
| 135. | Paul Carey    | Vereinigte Staaten | C   | Colorado Avalanche                                          | Salisbury School (High School Connecticut) |
| 140. | Cody Almond   | Kanada             | C   | Minnesota Wild                                              | Kelowna Rockets (WHL)                      |
| 141. | Jake Muzzin   | Kanada             | D   | Pittsburgh Penguins                                         | Sault Ste. Marie Greyhounds (OHL)          |
| 143. | Mickey Renaud | Kanada             | C   | Calgary Flames (von San Jose Sharks via Colorado Avalanche) | Windsor Spitfires (OHL)                    |
| 146. | Ilja Kablukow | Russland           | C   | Vancouver Canucks                                           | HK ZSKA Moskau (Superliga)                 |

### Runde 6
| #    | Spieler           | Nationalität       | Pos | NHL Team                                   | College/Junior/Club Team                            |
| ---- | ----------------- | ------------------ | --- | ------------------------------------------ | --------------------------------------------------- |
| 152. | Jon Kalinski      | Kanada             | LW  | Philadelphia Flyers                        | Minnesota State Mankato (NCAA)                      |
| 153. | Scott Darling     | Vereinigte Staaten | G   | Phoenix Coyotes                            | Capital District Selects (EJHL)                     |
| 158. | Allen York        | Kanada             | G   | Columbus Blue Jackets                      | Camrose Kodiaks (AJHL)                              |
| 160. | Anthony Peluso    | Kanada             | D   | St. Louis Blues                            | Erie Otters (OHL)                                   |
| 161. | Patrick Maroon    | Vereinigte Staaten | LW  | Philadelphia Flyers (von Florida Panthers) | St. Louis Bandits (NAHL)                            |
| 162. | Brett Bellemore   | Kanada             | D   | Carolina Hurricanes                        | Plymouth Whalers (OHL)                              |
| 163. | Nichlas Torp      | Schweden           | D   | Montréal Canadiens                         | HV71 J20 (J20 SuperElit)                            |
| 164. | Chris DiDomenico  | Kanada             | C   | Toronto Maple Leafs                        | Saint John Sea Dogs (QJHML)                         |
| 165. | Patrik Zackrisson | Schweden           | C   | San Jose Sharks (von Colorado Avalanche)   | Rögle BK (Elitserien)                               |
| 166. | Blake Kessel      | Vereinigte Staaten | D   | New York Islanders                         | Waterloo Black Hawks (USHL)                         |
| 167. | Johan Harju       | Schweden           | C   | Tampa Bay Lightning                        | Luleå HF (Elitserien)                               |
| 168. | Carl Hagelin      | Schweden           | LW  | New York Rangers                           | Södertälje SK (Elitserien)                          |
| 171. | Dustin Jeffrey    | Kanada             | C   | Pittsburgh Penguins                        | Sault Ste. Marie Greyhounds (OHL)                   |
| 172. | Luke Gazdic       | Kanada             | LW  | Dallas Stars                               | Erie Otters (OHL)                                   |
| 173. | Nick Bonino       | Vereinigte Staaten | C   | San Jose Sharks                            | Avon Old Farms (USHS)                               |
| 174. | Robert Dietrich   | Deutschland        | D   | Nashville Predators                        | DEG Metro Stars (DEL)                               |
| 175. | John Albert       | Vereinigte Staaten | C   | Atlanta Thrashers                          | USA Hockey National Team Development Program (NAHL) |
| 177. | Vili Sopanen      | Finnland           | RW  | New Jersey Devils                          | Pelicans (Liiga)                                    |
| 178. | Zack Torquato     | Kanada             | C   | Detroit Red Wings                          | Erie Otters (OHL)                                   |
| 179. | Paul Byron        | Kanada             | C   | Buffalo Sabres                             | Olympiques de Gatineau (QMJHL)                      |

### Runde 7
| #    | Spieler              | Nationalität       | Pos  | NHL Team                                  | College/Junior/Club Team                   |
| ---- | -------------------- | ------------------ | ---- | ----------------------------------------- | ------------------------------------------ |
| 193. | Dávid Skokan         | Slowakei           | C/RW | New York Rangers                          | Océanic de Rimouski (LHJMQ)                |
| 194. | Carl Gunnarsson      | Schweden           | D    | Toronto Maple Leafs                       | Linköpings HC (Elitserien)                 |
| 195. | Johan Alcén          | Schweden           | RW   | Colorado Avalanche                        | Brynäs IF J20 (J20 SuperElit)              |
| 201. | Justin Braun         | Vereinigte Staaten | D    | San Jose Sharks (von Pittsburgh Penguins) | University of Massachusetts Amherst (NCAA) |
| 202. | Sergei Gaidutschenko | Ukraine/ Russland  | G    | Florida Panthers (von Dallas Stars)       | Lokomotive Jaroslawl (Superliga)           |
| 203. | Frazer McLaren       | Kanada             | LW   | San Jose Sharks                           | Portland Winter Hawks (OHL)                |
| 204. | Atte Engren          | Finnland           | G    | Nashville Predators                       | Rauman Lukko (SM-liiga)                    |
| 205. | Paul Postma          | Kanada             | D    | Atlanta Thrashers                         | Swift Current Broncos (WHL)                |

## Transfers von Draftpicks
1. ↑  Erhalten von den St. Louis Blues für den Erst- und Zweitrunden-Pick der Toronto Maple Leafs im NHL Entry Draft 2007, die die San Jose Sharks zusammen mit einem Viertrunden-Pick im NHL Entry Draft 2009 für Vesa Toskala und Mark Bell erhalten haben (22. Juni 2007)
2. ↑  Erhalten von den San Jose Sharks zusammen mit einem Zweitrunden-Pick im NHL Entry Draft 2007; die San Jose Sharks erwarben die Draftpicks von den Toronto Maple Leafs zusammen mit einem Viertrunden-Pick im NHL Entry Draft 2009 für Vesa Toskala und Mark Bell (22. Juni 2007)
3. ↑  Erhalten von den New York Islanders zusammen mit Ryan O’Marra und Robert Nilsson für Ryan Smyth (27. Februar 2007)
4. ↑  Erhalten von den Anaheim Ducks für einen Erst- und Zweitrunden-Pick im NHL Entry Draft 2007 (22. Juni 2007); die Anaheim Ducks erwarben den Draftpick von den Tampa Bay Lightning zusammen mit Gerald Coleman für Shane O’Brien und einem Drittrunden-Pick der Colorado Avalanche im NHL Entry Draft 2007 (24. Februar 2007)
5. ↑  Erhalten von den Calgary Flames für einen Erst- und Drittrunden-Pick der Atlanta Thrashers im NHL Entry Draft 2007 (22. Juni 2007), die die Blues zusammen mit Glen Metropolit, einem Zweitrunden-Pick sowie einem konditionalen Erstrunden-Pick im NHL Entry Draft 2008 für Keith Tkachuk erhalten haben (25. Februar 2007)
6. ↑  Erhalten von den Minnesota Wild zusammen mit einem Zweitrunden-Pick im NHL Entry Draft 2007 für einen Erstrunden-Pick der Tampa Bay Lightning (22. Juni 2007), den die Ducks zusammen mit Gerald Coleman für Shane O’Brien und einem Drittrunden-Pick der Colorado Avalanche im NHL Entry Draft 2007 erhalten haben (24. Februar 2007)
7. ↑  Erhalten von den Phoenix Coyotes für den Erstrunden-Pick im NHL Entry Draft 2007 und dem Zweitrunden-Pick der Anaheim Ducks im NHL Entry Draft 2008 (22. Juni 2007), die die Oilers zusammen mit Joffrey Lupul, Ladislav Smid und einem konditionalen Erstrunden-Pick für Chris Pronger erhalten haben (3. Juli 2006); die Phoenix Coyotes erwarben den Draftpick zusammen mit Mathias Tjärnqvist von den Dallas Stars für Ladislav Nagy (12. Februar 2007)
8. ↑  Erhalten von den San Jose Sharks zusammen mit Josh Gorges für Craig Rivet und einem Fünftrunden-Pick im NHL Entry Draft 2008 (25. Februar 2007)
9. ↑  Erhalten von den Philadelphia Flyers für Kimmo Timonen und Scott Hartnell (18. Juni 2007); die Philadelphia Flyers erwarben den Draftpick zusammen mit Scottie Upshall, Ryan Parent und einem Drittrunden-Pick im NHL Entry Draft 2007 von den Nashville Predators für Peter Forsberg (15. Februar 2007)
10. ↑  Erhalten von den St. Louis Blues zusammen mit dem Drittrunden-Pick im NHL Entry Draft 2007 der Atlanta Thrashers(22. Juni 2007); die St. Louis Blues erwarben beide Draftpicks zusammen mit Glen Metropolit, einem Zweitrunden-Pick und einem konditionallen Erstrunden-Pick im NHL Entry Draft 2008 von den Atlanta Thrashers für Keith Tkachuk (25. Februar 2007)
11. ↑  Erhalten von den San Jose Sharks zusammen mit Ville Nieminen und Jay Barriball für Bill Guerin (27. Februar 2007); die San Jose Sharks erwarben den Draftpick von den New Jersey Devils zusammen mit Wladimir Malachow für Alexander Koroljuk und Jim Fahey (1. Oktober 2006)
12. ↑  Erhalten von den Washington Capitals für einen Zweitrunden-Pick der Carolina Hurricanes im NHL Entry Draft 2007 und einem Zweitrunden-Pick im NHL Entry Draft 2008 (22. Juni 2007); die Washington Capitals erhielten den Draftpick von den Buffalo Sabres zusammen mit Jiří Novotný für Dainius Zubrus und Timo Helbling (27. Februar 2007)
13. ↑  Erhalten von den Edmonton Oilers zusammen mit einem Zweitrunden-Pick der Anaheim Ducks im NHL Entry Draft 2008 für einen Erstrunden-Pick im NHL Entry Draft 2007 (22. Juni 2007), den die Phoenix Coyotes zusammen mit Mathias Tjärnqvist von den Dallas Stars für Ladislav Nagy erhalten haben (12. Februar 2007); die Edmonton Oilers erwarben den Erst- und Zweitrunden-Pick zusammen mit Joffrey Lupul, Ladislav Smid und einem konditionalen Erstrunden-Pick für Chris Pronger (3. Juli 2006)

## Rankings

### NHL Central Scouting Service
Das endgültige Ranking des Central Scouting Service der NHL für Nordamerika und Europa:
| Nordamerika             | Platz | Europa                   |
| ----------------------- | ----- | ------------------------ |
| Kyle Turris – C         | 1.    | Alexei Tscherepanow – RF |
| Patrick Kane – RF       | 2.    | Mikael Backlund – C      |
| James van Riemsdyk – LF | 3.    | Lars Eller – F           |
| Keaton Ellerby – V      | 4.    | Maxim Majorow – F        |
| Karl Alzner – V         | 5.    | Joakim Andersson – C     |

| Nordamerika     | Platz | Europa       |
| --------------- | ----- | ------------ |
| Jeremy Smith    | 1.    | Joel Gistedt |
| Trevor Cann     | 2.    | Mark Owuya   |
| Antoine Lafleur | 3.    | Marek Benda  |

### International Scouting Service
Das Ranking des International Scouting Service:
| Platz | Spieler                  |
| ----- | ------------------------ |
| 1.    | Patrick Kane – RF        |
| 2.    | James van Riemsdyk – LF  |
| 3.    | Kyle Turris – C          |
| 4.    | Alexei Tscherepanow – RF |
| 5.    | Jakub Voráček – C        |

| Platz | Spieler      |
| ----- | ------------ |
| 1.    | Jeremy Smith |
| 2.    | Linden Rowat |
| 3.    | Trevor Cann  |

### Deutsche Talente

#### Feldspieler
- Denis Reul (* 29. Juni 1989) – Heilbronner Falken belegt im Europa-Ranking den 16. Platz

Gezogen von den Boston Bruins in Runde 5 an Position 130
- Robert Dietrich (* 25. Juli 1986) – DEG Metro Stars wurde in keinem Ranking aufgeführt

Gezogen von den Nashville Predators in Runde 6 an Position 174
Nicht gedraftet
- Torsten Ankert (* 22. Juni 1988) – Kölner Haie belegt im Europa-Ranking den 59. Platz
- David Wolf (* 15. September 1989) – Adler Mannheim belegt im Europa-Ranking den 81. Platz
- Steven Rupprich (* 15. April 1989) – Eisbären Berlin belegt im Europa-Ranking den 123. Platz
- Elia Ostwald (* 17. März 1988) – Eisbären Berlin belegt im Europa-Ranking den 139. Platz
- Alexander Oblinger (* 17. Januar 1989) – Kölner Haie belegt im Europa-Ranking den 147. Platz
- André Huebscher (* 8. Januar 1989) – Krefeld Pinguine belegt im Europa-Ranking den 155. Platz
- Martin Hinterstocker (* 3. September 1989) – Starbulls Rosenheim belegt im Europa-Ranking den 162. Platz
- Marcel Müller (* 10. Juli 1988) – Eisbären Berlin belegt im Europa-Ranking den 170. Platz

#### Torhüter
- Timo Pielmeier (* 7. Juli 1989) – Kölner Haie belegt im Europa-Ranking den 10. Platz

Gezogen von den San Jose Sharks in Runde 3 an Position 83
- Sebastian Stefaniszin (* 22. Juli 1987) – Eisbären Berlin wurde in keinem Ranking aufgeführt

Gezogen von den Anaheim Ducks in Runde 4 an Position 98

### Österreichische Talente
- im NHL Entry Draft 2007 sind keine österreichischen Spieler vertreten

### Schweizer Talente

#### Feldspieler
- Luca Cunti (* 4. Juli 1989) – EHC Dübendorf belegt im Europa-Ranking den 12. Platz

Gezogen von den Tampa Bay Lightning in Runde 3 an Position 75
- Yannick Weber (* 23. September 1988) – Kitchener Rangers belegt im Nordamerika-Ranking den 53. Platz

Gezogen von den Montréal Canadiens in Runde 3 an Position 73
Nicht gedraftet
- Etienne Froidevaux (* 20. März 1989) – SC Bern belegt im Europa-Ranking den 29. Platz
- Roman Schlagenhauf (* 17. März 1989) – Kloten Flyers belegt im Europa-Ranking den 32. Platz
- Grégory Sciaroni (* 7. April 1989) – HC Ambrì-Piotta belegt im Europa-Ranking den 34. Platz
- Pascal Berger (* 24. März 1989) – SC Bern belegt im Europa-Ranking den 40. Platz
- Dino Wieser (* 18. Juni 1989) – HC Davos belegt im Europa-Ranking den 45. Platz
- Dario Bürgler (* 18. Dezember 1987) – EV Zug belegt im Europa-Ranking den 54. Platz
- Patrick Schommer (* 26. April 1989) – GCK Lions belegt im Europa-Ranking den 57. Platz
- Aurelio Lemm (* 16. Mai 1989) – GCK Lions belegt im Europa-Ranking den 93. Platz
- Marco Maurer (* 21. Februar 1988) – EV Zug belegt im Europa-Ranking den 97. Platz
- Marc Welti (* 27. Januar 1988) – HC Thurgau belegt im Europa-Ranking den 104. Platz
- Toni Bezina (* 13. Juni 1989) – HC Servette Genève belegt im Europa-Ranking den 109. Platz
- Reto Suri (* 25. März 1989) – Kloten Flyers belegt im Europa-Ranking den 122. Platz
- Tobias Bucher (* 3. Februar 1989) – EV Zug belegt im Europa-Ranking den 137. Platz
- Gianni Donati (* 6. März 1989) – HC Davos belegt im Europa-Ranking den 146. Platz
- Nicolas Villa (* 23. März 1989) – HC Lausanne belegt im Europa-Ranking den 151. Platz
- Marvin Frunz (* 1. Oktober 1988) – EV Zug belegt im Europa-Ranking den 156. Platz
- Lorenz Kienzle (* 6. Juni 1988) – GCK Lions belegt im Europa-Ranking den 166. Platz
- Simon Moser (* 10. März 1989) – SC Langnau belegt im Europa-Ranking den 168. Platz

#### Torhüter
Nicht gedraftet
- Damiano Ciaccio (* 10. Februar 1989) – Fribourg-Gottéron belegt im Europa-Ranking den 8. Platz
- Lukas Flüeler (* 22. Oktober 1988) – Ottawa 67’s belegt im Nordamerika-Ranking den 14. Platz